# San Jose De Ure
San Jose De Ure är en kommun i Colombia.   Den ligger i departementet Córdoba, i den nordvästra delen av landet, 400 km norr om huvudstaden Bogotá.